# 旧北海道銀行本店

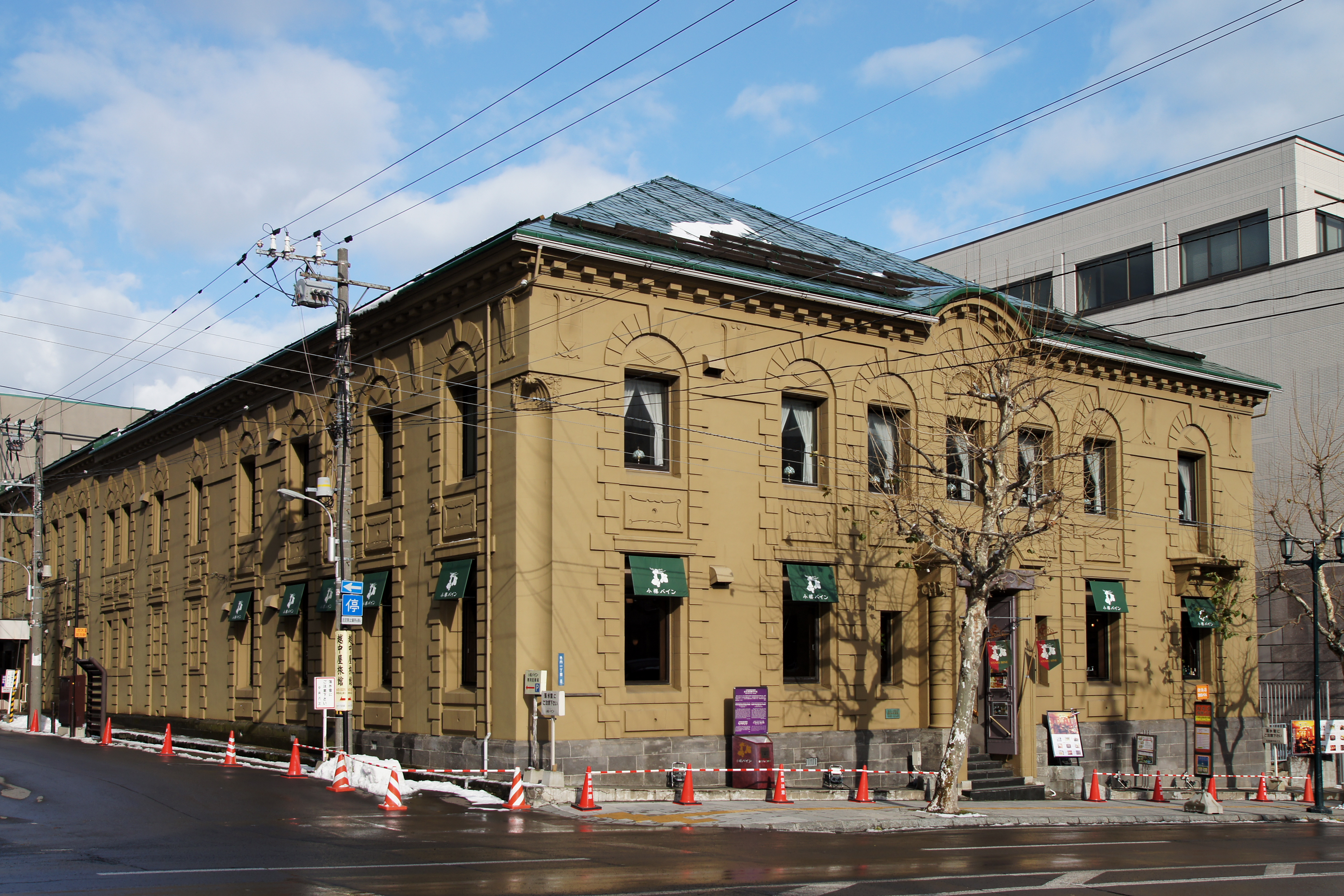
石造部分全景

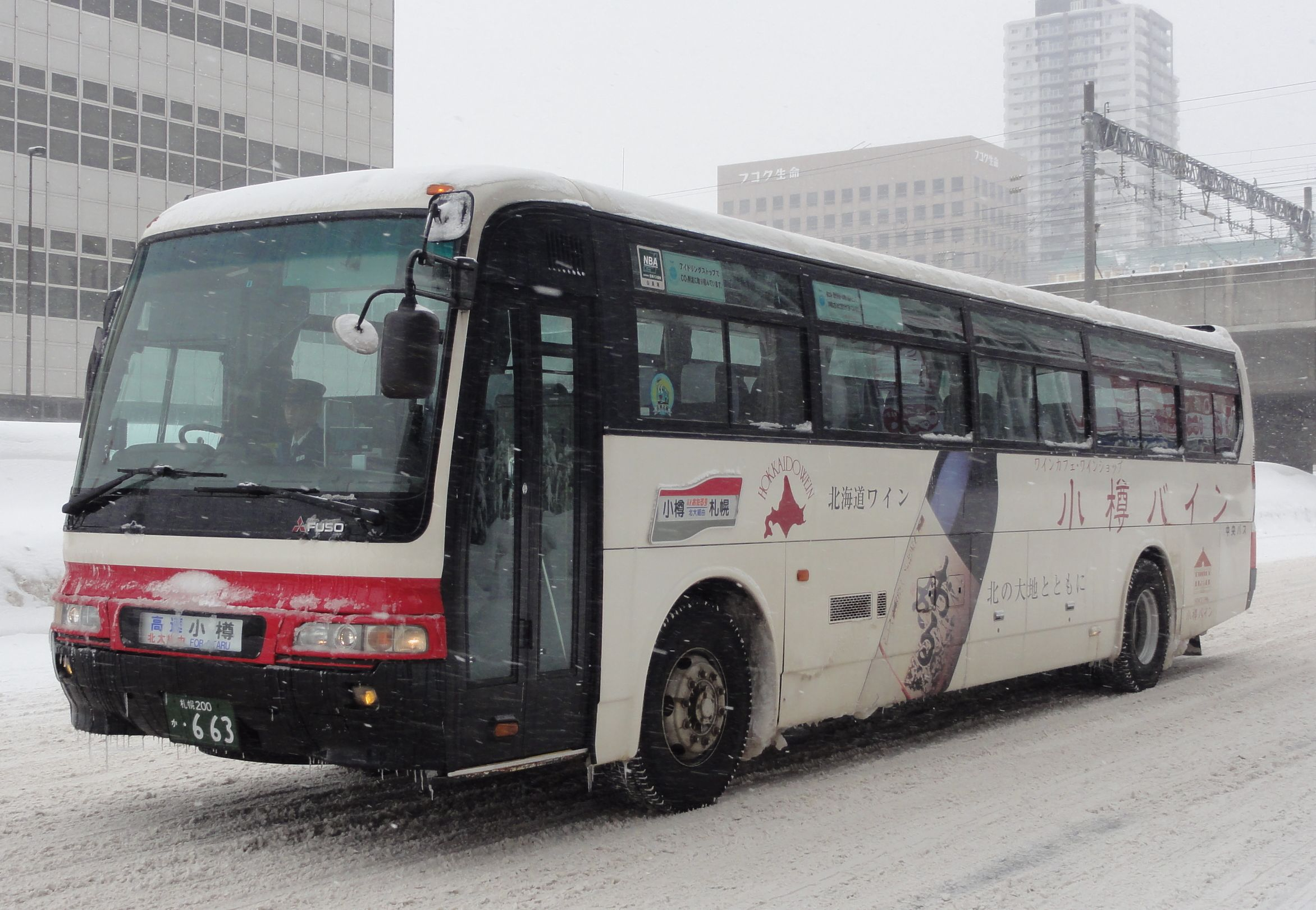
小樽バイン広告の中央バス車両

旧北海道銀行本店（きゅう ほっかいどうぎんこうほんてん）とは、北海道小樽市にある歴史的建造物の名称。1985年（昭和60年）7月23日に小樽市指定歴史的建造物（第6号）に指定。
本館と新館で構成される。本館は石造り地上2階・一部地下1階で、大正時代に2倍に増築。1931年（昭和6年）に鉄筋コンクリート地上3階・地下1階の新館が増築された。

## 歴史
旧北海道銀行（現存する北海道銀行とは無関係）の本店として1912年（明治45年）7月に建てられた。その後、旧北海道銀行は1944年（昭和19年）に北海道拓殖銀行へ吸収合併され、その後しばらくの間は北海海運局の庁舎として使用されていた。
1965年（昭和40年）8月24日に北海道中央バス（中央バス）が取得し、現在でも本社ビルとなっている。
内部は急傾斜の木造階段、鉄製の重い扉、頑丈な金庫などが残されている。吹き抜け部分に2階を造作、窓やドアの鉄枠がアルミサッシに改造されているが、外観上の変化はほとんど見られない。

## 小樽バイン
1996年（平成8年）に一部を飲食店に改装し、「ワインカフェ & ショップ 小樽バイン」として営業を開始した。バインはワイン（Wine）のWを中央バス（Chuo Bus）のBおよび銀行（Bank）のBに変えた造語で、ドイツ語でワインを差すWeinの意味も持っている。
正面は小樽バインの玄関となり、中央バス本社の玄関は奥側の新館横に設けられている。

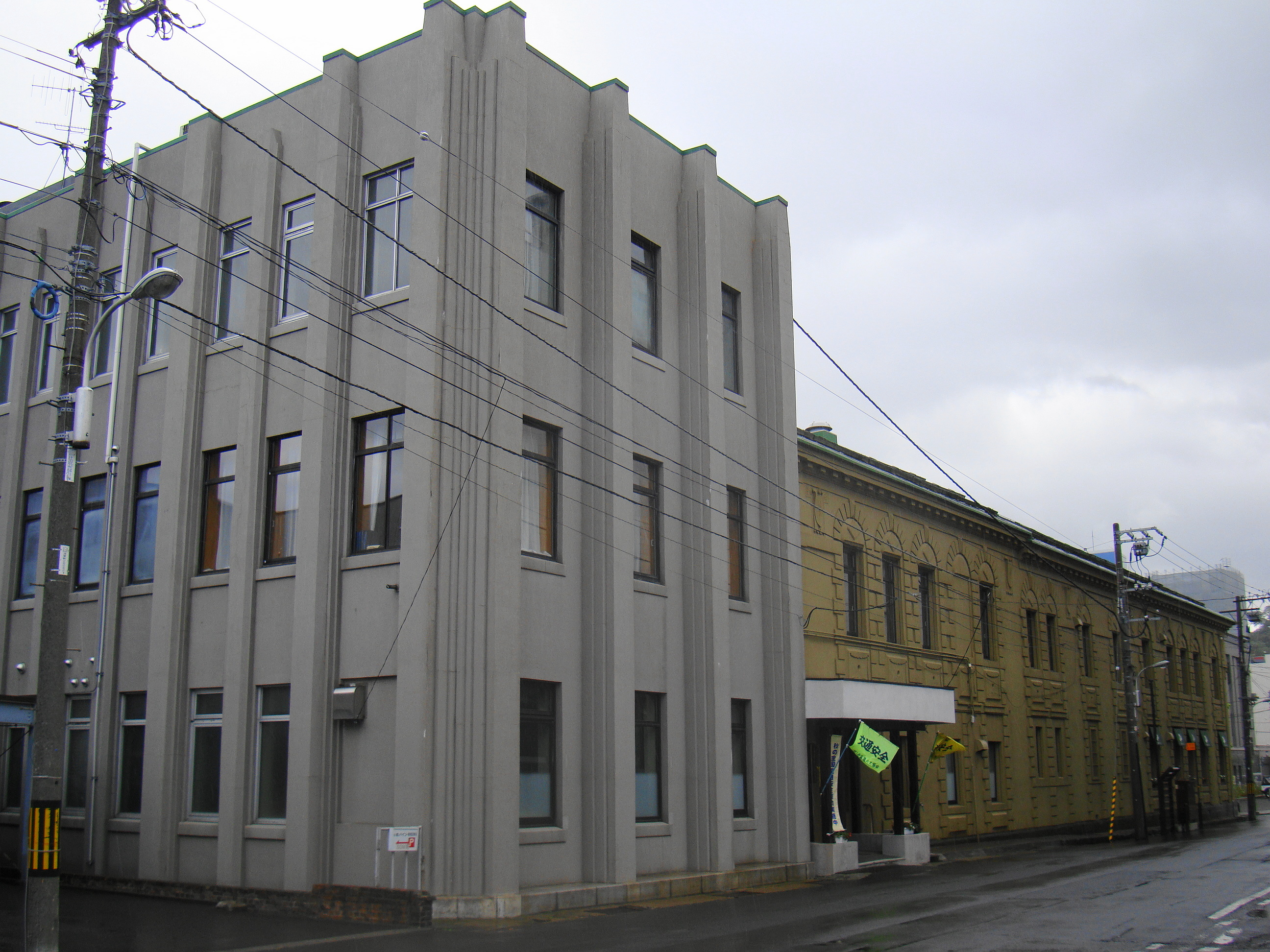
奥側より
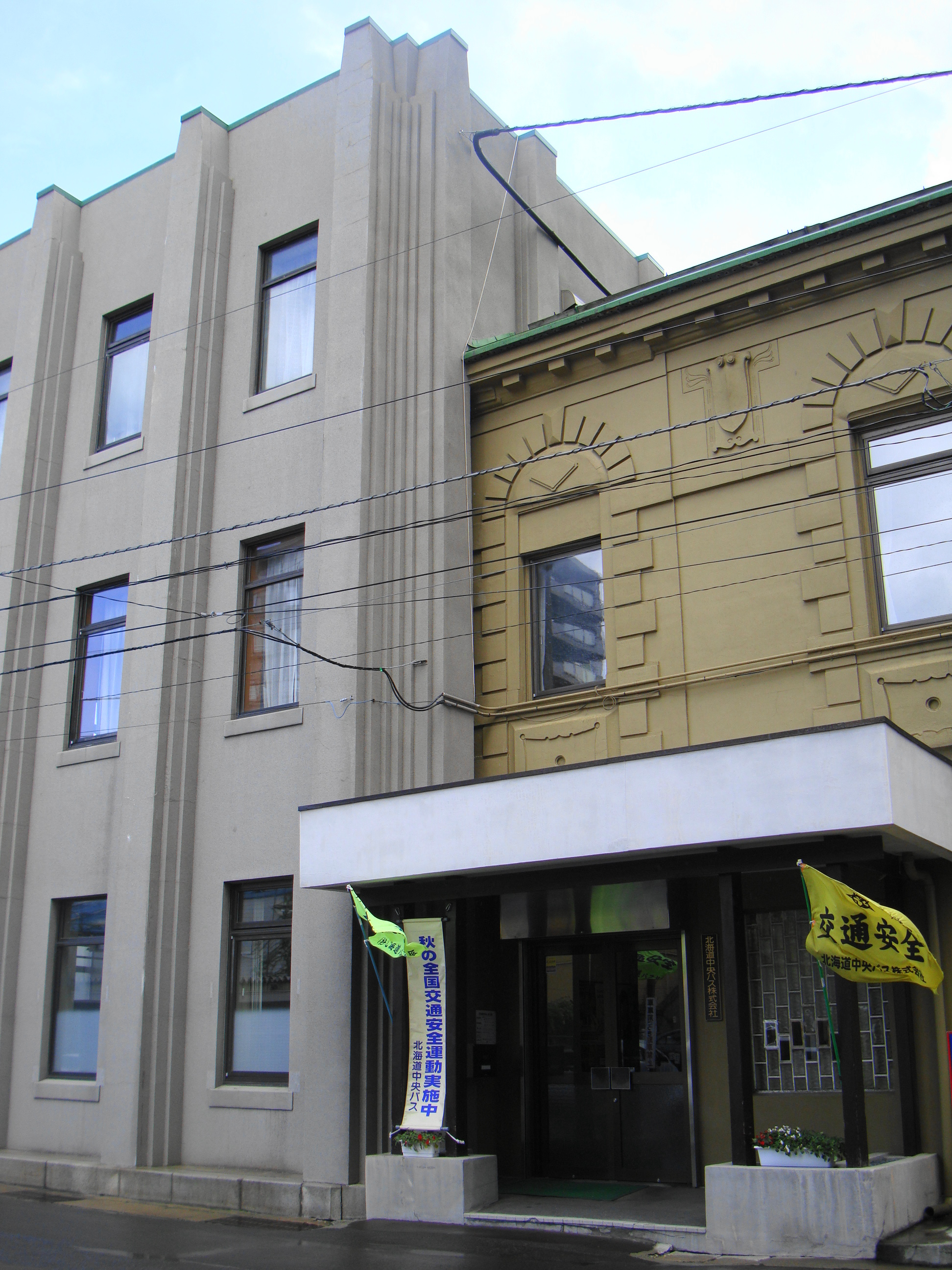
中央バス本社玄関

## 交通アクセス
- JR北海道函館本線「小樽駅」、中央バス「小樽駅前（小樽ターミナル）」より徒歩約7分[9]
- 中央バス「日銀金融資料館（小樽バイン前）」バス停留所すぐ[9]

## 周辺
周辺は「北のウォール街」と呼ばれるほど金融機関が密集していた。小樽市により「歴史的建造物および景観地区」として保存されている。
- 日本銀行旧小樽支店金融資料館
- 旧三菱銀行小樽支店（小樽運河ターミナル） - 同じく中央バスが保有。
- 旧三井銀行小樽支店
- 旧北海道拓殖銀行小樽支店
- 旧第四十七銀行小樽支店（小樽紙商事）
- 旧第百十三銀行小樽支店（小樽浪漫館）
- 旧郵政省小樽地方貯金局（小樽文学館・小樽美術館）
- 小樽郵便局